# Nothing Compares 2 U
Nothing Compares 2 U è un brano musicale originariamente scritto e composto da Prince per uno dei suoi progetti paralleli, il gruppo musicale The Family. È stata successivamente portata al successo dalla cantante irlandese Sinéad O'Connor, che la incluse nel suo secondo album I Do Not Want What I Haven't Got. Questa versione venne pubblicata come singolo e riscosse un incredibile successo mondiale durante il 1990. Il relativo videoclip ricevette massiccia rotazione televisiva su MTV e divenne uno dei più riconoscibili di sempre. Il testo del brano esplora i sentimenti di nostalgia dal punto di vista di un amante abbandonato. Il singolo ha venduto oltre 10 milioni di copie nel mondo.

## Descrizione
Nel 1985, il cantante Prince diede vita ai The Family, band che quello stesso anno pubblicò il suo album di debutto. Prince scrisse Nothing Compares 2 U in riferimento a Susannah Melvoin, la tastierista del gruppo che era appena uscita da una situazione sentimentale travagliata. La canzone venne inclusa nell'album, senza tuttavia ricevere molta attenzione.
Cinque anni dopo, Sinéad O'Connor, consigliata dal suo manager, decise di incidere una nuova versione del brano per l'album I Do Not Want What I Haven't Got. La cantante interpretò il testo del brano riflettendo sulla morte prematura della madre. La versione incisa dai The Family era una ballata soul che si avvaleva di un arrangiamento vocale molto curato, a differenza di quella eseguita dalla O'Connor, che si caratterizza per un andamento molto più dimesso.
Nel corso degli anni sono state registrate numerose cover del brano, quasi tutte ispirate alla versione di Sinead O'Connor. Anche Prince ne fece una reinterpretazione per la raccolta The Hits/The B-Sides nel 1993. Altre importanti versioni sono state incise da Jimmy Scott (2000), dagli Stereophonics nel 2002, dai Me First and the Gimme Gimmes nel 2003, dalle All Angels nel 2007, da Annalisa nel 2012 e nell'album postumo No One Sings Like You Anymore (2020) di Chris Cornell.

## Video musicale
Il video musicale fu diretto da John Maybury e consiste quasi esclusivamente di un primo piano sul viso della O'Connor, mentre interpreta intensamente il testo del brano alternando fasi di tristezza ad altre di rabbia. Le restanti inquadrature mostrano lei che si aggira in solitudine nei dintorni del Parc de Saint-Cloud a Parigi. Verso la fine del video, la cantante versa un paio di lacrime. La O'Connor ha rivelato che fu a causa dei versi "All the flowers that you planted, Mama, in the backyard / All died when you went away" ("Tutti i fiori che hai piantato nel giardino sul retro, mamma / sono morti quando sei andata via"), dato che lei aveva un rapporto conflittuale con la madre deceduta. Il video si conclude mostrando il fotogramma utilizzato per la copertina dell'album I Do Not Want What I Haven't Got. Nel 1990 venne premiato con un MTV Video Music Award al video dell'anno, che per la prima volta fu assegnato a un'artista donna.

## Riconoscimenti
- Nel 2004, la rivista Rolling Stone ha inserito la canzone alla 162ª posizione nella sua lista dei 500 migliori brani musicali, che contiene soltanto due canzoni pubblicate nel 1990.
- VH1 Classic l'ha nominata come la seconda più grande canzone d'amore classica, dietro solo Let's Stay Together di Al Green.
- Nel 2002, VH1 ha incluso la canzone alla 18ª posizione nella classifica delle migliori one-hit wonder.
- Nel 2007, VH1 l'ha inserita alla 10ª posizione nella lista delle 100 più grandi canzoni degli anni novanta.[14]
- La canzone è stata inclusa alla 77ª posizione nella lista delle migliori canzoni di sempre stilata da Billboard.[15]
- Anche il TIME ha classificato la canzone tra le 100 migliori di sempre.[16]

## Tracce
45 giri
1. Nothing Compares 2 U – 5:09 (Prince)
2. Jump in the River – 4:13 (Sinéad O'Connor, Marco Pirroni)

CD maxi
1. Nothing Compares 2 U – 5:09 (Prince)
2. Jump in the River – 4:13 (O'Connor, Pirroni)
3. Jump in the River (strumentale) – 4:04 (O'Connor, Pirroni)

## Classifiche

### Classifiche settimanali
| Classifica (1990) | Posizione massima |
| ----------------- | ----------------- |
| Australia         | 1                 |
| Austria           | 1                 |
| Belgio (Fiandre)  | 1                 |
| Canada            | 1                 |
| Danimarca         | 1                 |
| Europa            | 1                 |
| Finlandia         | 1                 |
| Francia           | 5                 |
| Germania          | 1                 |
| Giappone          | 1                 |
| Irlanda           | 1                 |
| Italia            | 1                 |
| Norvegia          | 1                 |
| Nuova Zelanda     | 1                 |
| Paesi Bassi       | 1                 |
| Polonia           | 1                 |
| Regno Unito       | 1                 |
| Spagna            | 1                 |
| Stati Uniti       | 1                 |
| Svezia            | 1                 |
| Svizzera          | 1                 |

### Classifiche di fine anno
| Classifica (1990) | Posizione |
| ----------------- | --------- |
| Australia         | 1         |
| Austria           | 2         |
| Belgio (Fiandre)  | 3         |
| Canada            | 3         |
| Germania          | 2         |
| Giappone          | 30        |
| Italia            | 8         |
| Nuova Zelanda     | 11        |
| Paesi Bassi       | 1         |
| Regno Unito       | 2         |
| Stati Uniti       | 3         |
| Svizzera          | 6         |

### Classifiche di tutti i tempi
| Paese       | Posizione |
| ----------- | --------- |
| Stati Uniti | 97        |